# Monster (песня Канье Уэста)
Monster — третий сингл с пятого студийного альбома My Beautiful Dark Twisted Fantasy американского хип-хоп артиста Канье Уэста. Песня исполнена совместно с Jay-Z, Риком Россом, Ники Минаж и Джастином Верноном из группы Bon Iver. Изначально выпущена 27 августа 2010 года в рамках проекта G.O.O.D. Fridays. 23 октября 2010 года песня появилась в iTunes.

## Живые исполнения
Песня была исполнена Канье Уэстом, Jay-Z и Nicki Minaj на концерте Home and Home, на стадионе Yankee Stadium.
Ники Минаж исполнила песню вживую на  Britney Spears' Femme Fatale Tour как одну из последних песен в своем сет-листе. 2 августа 2011 года Канье Уэст исполнил трек вместе с Минаж в туре в Колизее Нассау на Лонг-Айленде , Нью-Йорк , в качестве неожиданного гостя. Во время своего выступления на "Coachella Valley Music and Arts Festival" Уэст исполнил «Monster» в первой половине своего сет-листа. Это представление также сопровождалось вокальными хуками музыканта Джастина Вернона в качестве аккомпанемента, оно было названо «одним из самых запоминающихся представлений в истории фестиваля Coachella». Песня была исполнена Уэстом и Jay-Z во время их тура Watch the Throne. Ники Минаж также исполнила свой куплет из этой песни на европейских и американских этапах своего дебютного концертного тура «Pink Friday Tour».

## Музыкальное видео
Клип на композицию «Monster» снял Джейк Нава, режиссёр, известный по работе над клипами Шакиры, Бейонсе, Робби Уильямса, The Rolling Stones и многих других. Промотизер стал доступен пользователям Интернета 8 декабря 2010 года. 22 дня спустя незаконченная версия видеоклипа вылилась в Сеть. Шестиминутный ролик представляет собой череду мрачных и отталкивающих сцен. В самом начале появляется Рик Росс, сидящий в кресле, вокруг которого — повешенные девушки, Канье лежит в кровати с мёртвыми девушками, а позже появляется в кадре с кровоточащей женской головой в руках; Джей Зи читает рэп на фоне кожаного дивана, на котором лежит полуобнажённая женщина с признаками разложения. Ники Минаж же издевается над привязанной к стулу Harajuki Barbie, её собственным альтер эго. Также на протяжении всего клипа мелькают неясные тёмные силуэты зомби, из темноты тянутся руки. Когда начинает звучать выход из песни, тёмное наваждение проходит, картины кошмара сменяются статуями ангелов, а вылезающие руки прячутся обратно во тьму. Критики остались недовольны клипом. Долгое время по Интернету ходил слух о запрете показа клипа по телевидению, согласно требованиям феминистской организации Sharon Haywood and Melinda Tankard Reis. Однако, представители музыкального канала MTV опровергли эту информацию и заявили, что видео всё-таки будет продемонстрировано по телевидению, но с некоторыми корректировками. В результате клип стал доступен для просмотра 4 июня 2011 года на собственном сайте Канье Уэста. Изменения, коснувшиеся видео, незначительны: добавлена пара эпизодов (например, виды дома и полной луны, новые силуэты извивающихся чудовищ) и вступительные титры, гласящие: «Содержание <клипа> не следует рассматривать как женоненавистническое или агрессивное по отношению к любым группам людей. Это произведение искусства, просьба воспринимать его именно так». Джастин Вернон не появился ни в одной из версий клипа.

## Участники записи
- Продюсер - Канье Уэст
- Дополнительное производство - Майк Дин и Плейн Пэт
- Записано - Эндрю Доусоном , Энтони Килхоффером и Майком Дином в студии звукозаписи Avex, Гонолулу
- Сведение -  Майк Дин в Electric Lady Studios и Glenwood Place Studios, Бербанк - при поддержке Гейлорда Голомалии, Кристиана Мочизуки и Пита Бишоффа
- Бэк-вокал -  Джастин Вернон
- Фортепиано - Джефф Бхаскер

## Наследие
Рэп-куплет Ники Минаж стал настолько знаковым и признанным, что такие артисты, как Деми Ловато , Хлоя Грейс Морец , Эд Ширан , Трой Сиван , Милли Бобби Браун и другие, зачитывали его на концертах или в интервью.
В январе 2016 года певица Адель исполнила куплет Ники Минаж на американском ток-шоу «The Late Late Show with James Corden» во время сегмента под названием «Carpool Karaoke», на который Минаж отреагировала с похвалой. Британская актриса Милли Бобби Браун исполнила этот же отрывок песни на американском ток-шоу «The Tonight Show» с Джимми Фэллоном в сентябре 2016 года. Певвец и автор песен Эд Ширан попытался зачитать этот стих в The Breakfast Club, который был опубликован 10 марта 2017 года на YouTube-канале, но он забыл слова к нему.

## Позиции в чартах
| Чарт (2010)                          | Позиция |
| ------------------------------------ | ------- |
| Canadian Hot 100                     | 43      |
| U.S. Billboard Hot 100               | 18      |
| U.S. Billboard Hot R&B/Hip-Hop Songs | 30      |
| U.S. Billboard Rap Songs             | 15      |

## Сертификаты
| Регион                                                      | Сертификация | Продажи   |
| ----------------------------------------------------------- | ------------ | --------- |
| Великобритания (BPI)                                        | Золотой      | 400 000   |
| США (RIAA)                                                  | Платиновый   | 1 000 000 |
| ^ Данные о тиражах приведены только на основе сертификации. |              |           |

## История выпусков
| Регион | Дата                | Формат            |
| ------ | ------------------- | ----------------- |
| США    | 21 сентября 2010 г. | Rhythmic radio    |
| США    | 23 октября 2010 г.  | Цифровая загрузка |